# Pygarctia lorula
Pygarctia lorula là một loài bướm đêm thuộc phân họ Arctiinae, họ Erebidae.